# Gehofen
Gehofen es un municipio situado en el distrito de Kyffhäuser, en el estado federado de Turingia (Alemania), a una altitud de 125 metros. Su población a finales de 2016 era de unos 600 habitantes y su densidad poblacional, 50 hab/km².
Se encuentra ubicado a poca distancia al sur de la frontera con el estado de Sajonia-Anhalt. Dentro del distrito, el municipio no forma parte de ninguna mancomunidad (Verwaltungsgemeinschaft), ya que las funciones de mancomunidad las lleva a cabo el ayuntamiento de la vecina ciudad de Artern.
Se conoce la existencia de la localidad desde los siglos VIII-IX. El principal monumento del pueblo es la iglesia de san Juan Bautista, templo neogótico construido en la segunda mitad del siglo XIX en base a un diseño de Friedrich Ludwig Persius.